# Rivière de l'Ourse
Pour les articles homonymes, voir Ours (homonymie) et Rivière à l'Ours.
La rivière de l’Ourse est un affluent de la rivière Allard, dans Eeyou Istchee Baie-James, dans la région administrative du Nord-du-Québec, dans la province canadienne de Québec, au Canada. Le cours de cette rivière coule dans les cantons de Vezza et de Cavelier.
Ce bassin versant est desservi du côté Sud par la route 109 (sens Est-Ouest). La surface de la rivière est habituellement gelée du début novembre à la mi-mai, toutefois la circulation sécuritaire sur la glace se fait généralement de la mi-novembre à la mi-avril.[réf. nécessaire]

## Géographie
Les principaux bassins versants voisins sont :
- côté Nord : rivière Allard, rivière Gouault ;
- côté Est : rivière Allard, ruisseau Véract, rivière Bell ;
- côté Sud : rivière Allard, ruisseau Dollard ;
- côté Ouest : rivière Adam, rivière Harricana, ruisseau McClure.

La « rivière de l’Ourse » prend sa source d’un ruisseau forestier (altitude : 317 m) situé à :
- 6,3 km au Sud-Ouest de l’embouchure de la « rivière de l’Ourse » ;
- 31,7 km au Sud-Ouest du centre-ville de Matagami.

À partir de sa source dans le canton de Vezza, la « rivière de l’Ourse » coule sur 10,1 km selon les segments suivants :
- 0,2 km vers le Nord, jusqu’à la limite Sud du canton de Cavalier ;
- 3,1 km vers le Nord dans le canton de Cavalier, jusqu’à un ruisseau (venant de l’Ouest) ;
- 2,0 km vers l’Est, jusqu’à un ruisseau (venant du Sud) ;
- 4,8 km vers le Nord-Est, jusqu’à l’embouchure de la rivière[2].

La « rivière de l’Ourse » se déverse sur la rive Sud-Ouest de la rivière Allard. Cette confluence est située à :
- 26,8 km au Sud-Ouest de l’embouchure de la rivière Allard (confluence avec le lac Matagami) ;
- 198 km au Sud-Est de l’embouchure de la rivière Nottaway (confluence avec la baie de Rupert) ;
- 22,2 km au Sud-Ouest du centre-ville de Matagami ;
- 24,8 km au Sud-Ouest du lac Matagami.

## Toponymie
Le toponyme « rivière de l’Ourse » a été officialisé le 21 novembre 1972 à la Commission de toponymie du Québec.